# George E. Middleton
George E. Middleton, nato George Emile Middleton (San Francisco, 10 agosto 1882 – San Rafael, 25 agosto 1969), è stato un produttore cinematografico e regista statunitense.
Produttore esecutivo della California Motion Picture Corporation, era sposato con l'attrice Beatriz Michelena.

## Filmografia

### Regista
- The Lily of Poverty Flat (1915)
- A Phyllis of the Sierras (1915)
- Salvation Nell (1915)
- The Rose of the Misty Pool (1915)
- The Unwritten Law (1916)
- The Woman Who Dared (1916)
- Just Squaw (1919)
- Heart of Juanita (1919)
- The Flame of Hellgate (1920)

### Produttore
- Mrs. Wiggs of the Cabbage Patch, regia di Harold Entwistle (1914)
- Mignon, regia di Alexander E. Beyfuss (1915)
- Just Squaw, regia di George E. Middleton (1919)
- Nix on Dames, regia di Donald Gallaher (1929)
- Seven Faces, regia di Berthold Viertel (1929)
- Crazy That Way, regia di Hamilton MacFadden (1930)
- On Your Back
- Il gallo della checca (A Devil with Women), regia di Irving Cummings (1930)